# Steinbruch bei Kottingwörth

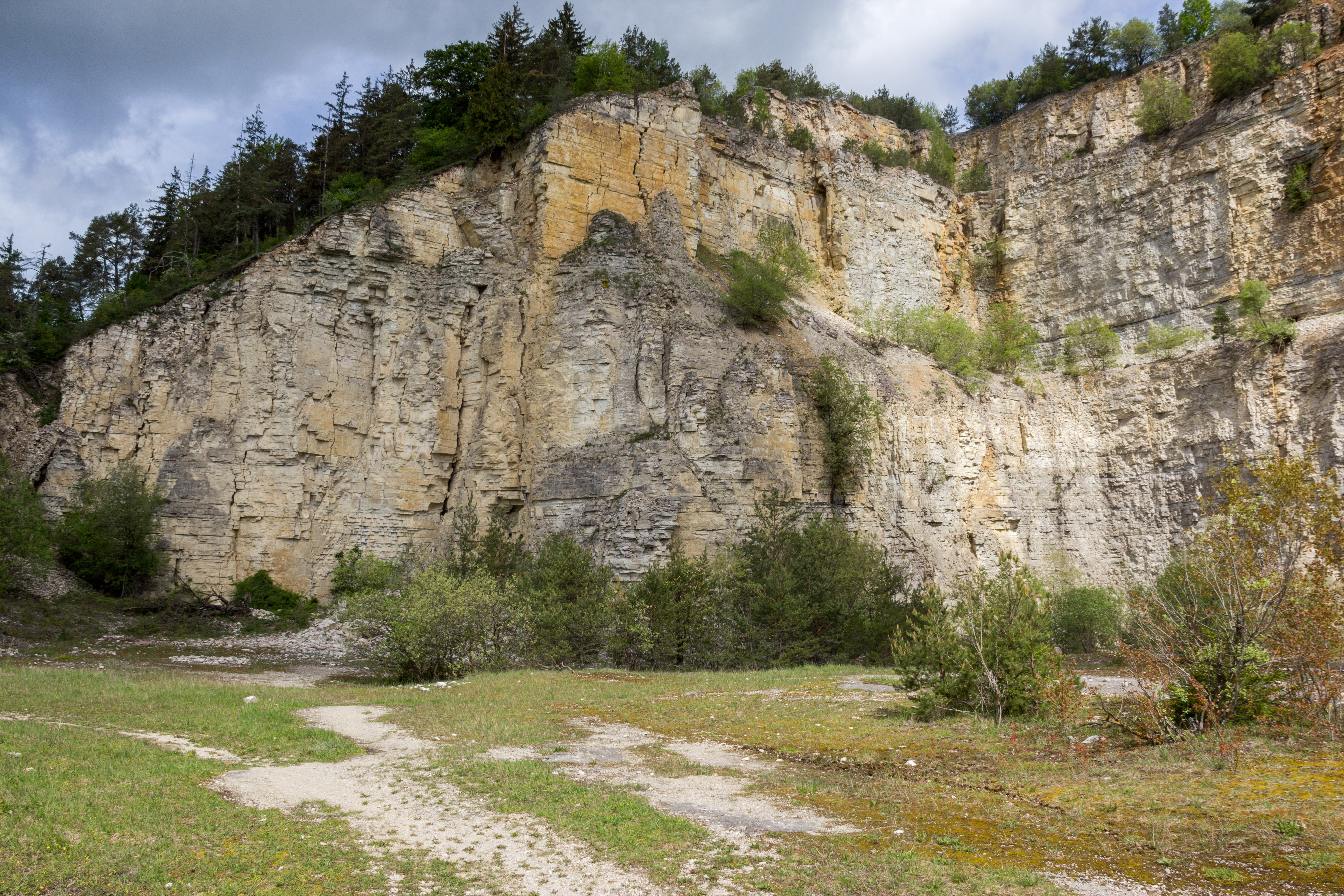
Steinbruch bei Kottingwörth

Der Steinbruch bei Kottingwörth ist ein aufgelassener Steinbruch nahe Kottingwörth, einem Ortsteil von Beilngries, im Landkreis Eichstätt in Oberbayern, Bayern.

## Lage
Der Steinbruch befindet sich etwa 1,3 km östlich von Kottingwörth, am Südhang des Arzberges. Der Arzberg ist Europas größter Durchbruchsberg.

## Beschreibung
In den bis zu 70 Meter hohen Abbauwänden des ehemaligen Steinbruchs sind die gut geschichteten Kalk- und Mergelsteine des Malms aufgeschlossen. Die Schichtenfolge umfasst hier einen Ablagerungszeitraum von etwa 5 Millionen Jahren. Der hellgrau bis hellgelbe, feinplattige Kalkstein ermöglicht einen detaillierten Blick in die Entwicklung der Lebewelt im Meer des oberen Jura.
Das Areal ist vom Bayerischen Landesamt für Umwelt als Geotop (176A017) ausgewiesen und als wertvoll eingestuft. Er wurde 2008 in die Liste der 100 schönsten Geotope Bayerns aufgenommen. Das Gelände ist auch Bestandteil des Landschaftsschutzgebietes Schutzzone im Naturpark Altmühltal (LSG-00565.01, WDPA: 396115), FFH-Gebiet Mittleres Altmühltal mit Wellheimer Trockental und Schambachtal (7132-371, WDPA: 555521819) und Natura2000 Vogelschutzgebietes Felsen und Hangwälder im Altmühltal und Wellheimer Trockental (7132-471, WDPA:555537875).

## Entstehung
Vor etwa 150 Millionen Jahren zur Zeit des Malms im oberen Jura, war der süddeutsche Raum von einem flachen subtropischen Schelfmeer bedeckt. Daran grenzte im Süden ein Vorläufer des heutigen Mittelmeeres. Im Norden lagen Inseln und größere Landmassen. Kalte und kalkreiche Tiefenwässer strömten aus dem Süden in dieses flache Schelfmeer. Bei ihrer Erwärmung wurde durch Bakterien, kugelige Blaugrünalgen und andere Lebewesen Kalk ausgefällt, der sich am Boden abgesetzte. Zur gleichen Zeit schwemmten Flüsse toniges Material aus dem nördlichen Festland in das Meer. Je nach Vorherrschen der einen oder anderen Sedimentationsart entstand so im unteren und mittleren Malm eine charakteristische Wechselfolge von Kalk- und Mergelsteinen.
In Folge  türmen sich hunderte von Kalkschichten über einander, die durch Fugen oder dünne Mergellagen voneinander getrennt wurden. Zwei graue Mergelhorizonte, der Platynota- und der Crussoliensis-Mergel, erreichen dabei größere Mächtigkeit. Vorzugsweise in diesen Mergellagen fand man Ammoniten und Belemniten in zahlreicher Formenvielfalt. Der wechselnde Fossilinhalt in den unterschiedlichen Schichten, belegt somit die Weiterentwicklung der Lebewelt im ehemaligen Jurameer.

## Arzberg-Formation

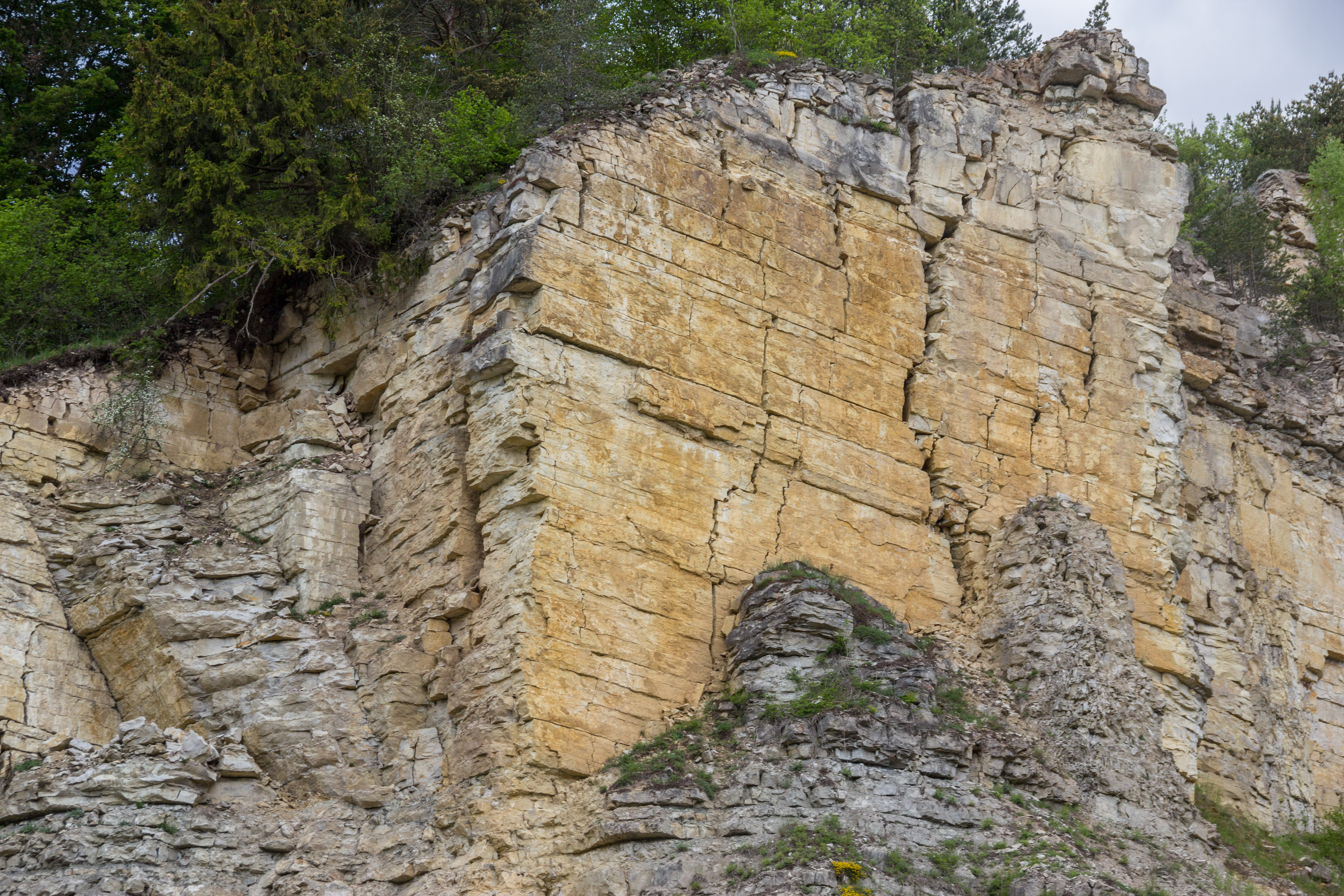
Arzberg-Formation

Hier am Arzberg wurde durch Geologen ein sogenanntes Leitprofil erstellt. Dabei hat man jede einzelne Kalksteinlage mit ihren Eigenschaften, Fossilinhalt und der Dicke wissenschaftlich erfasst und dokumentiert. Mit solchen Informationen ist es dann möglich, Gesteinsabfolgen ähnlicher Ausbildung in anderen, lokal weiter entfernten Aufschlüssen ebenfalls sicher zu identifizieren und zu parallelisieren. Aufgrund des einzigartigen Aufschlusses und seiner guten Dokumentation wird die im oberen Teil des Steinbruchs sichtbare Schichtfolge mit den beiden Mergelhorizonten auch als Typlokalität der Arzberg-Formation bezeichnet. Diese findet sich in ähnlicher Ausbildung in der gesamten Frankenalb vom Nördlinger Ries über Regensburg bis hin zur Fränkischen Schweiz.

## Durchbruchsberg
Große Flussverlagerungen in der jüngeren Erdgeschichte führten dazu, dass der Arzberg rundum von Tälern umgeben ist. Sie trennen ihn von der umgebenden Albhochfläche vollständig ab. Im Süden und Osten liegt das Altmühltal, das bis vor etwa 70.000 Jahren von der Urdonau durchflossen wurde. Im Norden liegt das Ottmaringer Trockental, in dem früher der Ludwig-Donau-Main-Kanal und heute der Main-Donau-Kanal verläuft. Die Sulz, die dieses Tal geschaffen hatte, durchbrach während der letzten Eiszeit am Westrand des Arzbergs den Felsriegel zwischen Ottmaringer- und Altmühltal und schuf damit den größten Durchbruchsberg Europas.

## Nutzung
Der Steinbruch wurde von 1938 bis 1975 wirtschaftlich genutzt. Er wurde 1938 in Betrieb genommen, nachdem die Stadt Beilngries den Vertrag mit dem Betreiber, der Firma Leibrecht für den Beilngrieser Steinbruch nicht mehr erneuerte. Im Jahre 1961 wurde zusätzlich auf dem Gelände eine Teeranlage errichtet. Der Kalkstein wurde hier als Teerschotter zum Straßenbau aufbereitet. Jeweils 20 Arbeiter waren 1973 im Steinbruch und im Straßenbau beschäftigt. Im Jahre 1975 wurde der Steinbruch geschlossen.
Die bankigen Kalke des unteren bis mittleren Malms sind sehr hart und wetterbeständig. Deshalb wurden sie früher als Baustoff verwendet. Schichtungen und Klüftungen erleichterten den Abbau des Gesteins. Heute werden derartige Kalksteine vornehmlich in gebrochener Form als Schotter und Splitt für den Straßen- und Wegebau, als Betonzuschlag sowie zur Herstellung von Branntkalkprodukten und Kalksteinmehlen verwendet.

## Zugang
Der Steinbruch ist ganzjährig frei zugänglich. Etwas unterhalb befindet sich ein kleiner Parkplatz. Von hier aus ist nach etwa 15 Minuten Aufstieg der Aussichtspunkt am Steinbruch zu Fuß erreichbar. Das Gelände ist auch über ausgeschilderte Wanderwege von Kottingwörth, Beilngries oder Töging aus zu erreichen.
Sohle und Böschungen des Steinbruchs dürfen wegen Steinschlag- und Absturzgefahr nicht betreten werden.